# Judikat Arborea
Während der Zeit der Judikate vom 9. bis 13. Jahrhundert war Arborea ein unabhängiger Regierungsbezirk Sardiniens (etwa ab 827), der sich bis 1409 bzw. 1478, als letzter von vier Judikaten (die anderen waren Cagliari bis 1257, Gallura bis 1296 und Torres bis 1259), die Unabhängigkeit von den Seemächten Pisa und Genua, die ab 1016 Vorrechte auf Sardinien genossen, und später von Aragon bewahren konnte. 

## Geschichte

Die vier sardischen Judikate – Logudoro = Torres; Calari = Cagliari

Um 1070 verlegte der Richter Onroccus die Hauptstadt des Judikats von Tharros in das neu gegründete Aristanis, das heutige Oristano. 1131 wurden den Genuesen vom Richter Comita Privilegien im Judikat gewährt. Er lud im Jahre 1146 seine Amtskollegen zur Konferenz von Bonarcado ein, um eine Kontroverse beizulegen. Der Richter Barisone zahlte 4000 Mark Silber, die er als Darlehen von den Genuesen erhalten hatte, an Kaiser Friedrich I. (Barbarossa), der ihn daraufhin zum König Barisone I. (1164–1184) von Sardinien ernannte. Der Pisaner Guglielmo de Capraia nahm 1253 als Richter von Arborea drei Bezirke des Judikats Cagliari und weitere nach dem Sieg in der Schlacht von Santa Igia in seinen Besitz. 1259 okkupierte er drei Bezirke des aufgelösten Judikats Torres. Zwischen 1368 und 1374 gelang es Mariano IV., dem Richter von Arborea, mit Ausnahme der Städte Cagliari und Alghero ganz Sardinien zu erobern. 
Nach der Ermordung seines Sohnes, des Richters Ugone III. im März 1383, folgte diesem seine Schwester Eleonora († 1404) als vormundschaftliche Regentin für ihren minderjährigen Sohn Mariano V. († 1407) in der Herrschaft. Sie schloss 1388 einen Frieden mit Aragon. Eleonora, die aus politischen Gründen mit dem Genueser Brancaleone Doria verheiratet war, erließ das von ihrem Vater Mariano IV. verfasste Gesetzeswerk „Carta de Lógu“, ein in sardischer Sprache verfasstes Straf- und Zivilgesetzbuch. Die Carta de Lógu wurde zu einem wichtigen Erbe, das von den Aragonesen übernommen wurde und bis 1827 Gültigkeit hatte. Die im Friedensvertrag von 1388 an Aragon zurückgegebenen Gebiete wurden in einem fast ein Jahr andauernden Kampf bis 1392 durch Brancaleone Doria wieder Arborea angegliedert.
1409 wurde Arboreas (und damit Sardiniens) letzter Richter, Guglielmo IV., von den Aragonesen in der Schlacht von Sanluri besiegt. Das Judikat Arborea verlor damit zunächst seine Souveränität. Leonardo de Alagón, der Markgraf von Oristano nahm 1470 den Kampf um die Unabhängigkeit gegen Aragon wieder auf, unterlag aber in der Schlacht von Macomer am 19. Mai 1478, die das endgültige Ende Arboreas bedeutete.

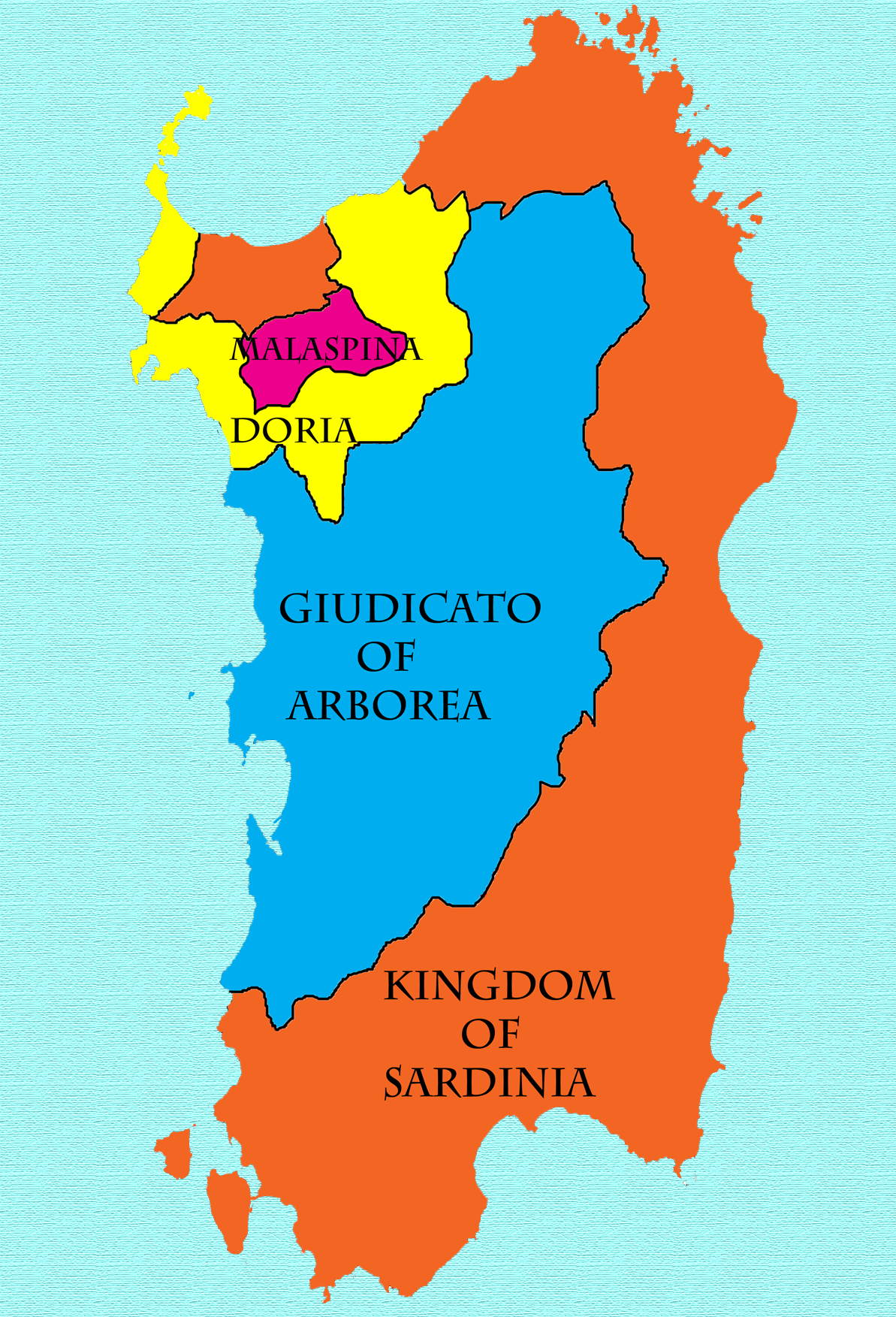
Judikat Arborea um 1324 unter Ugone II.
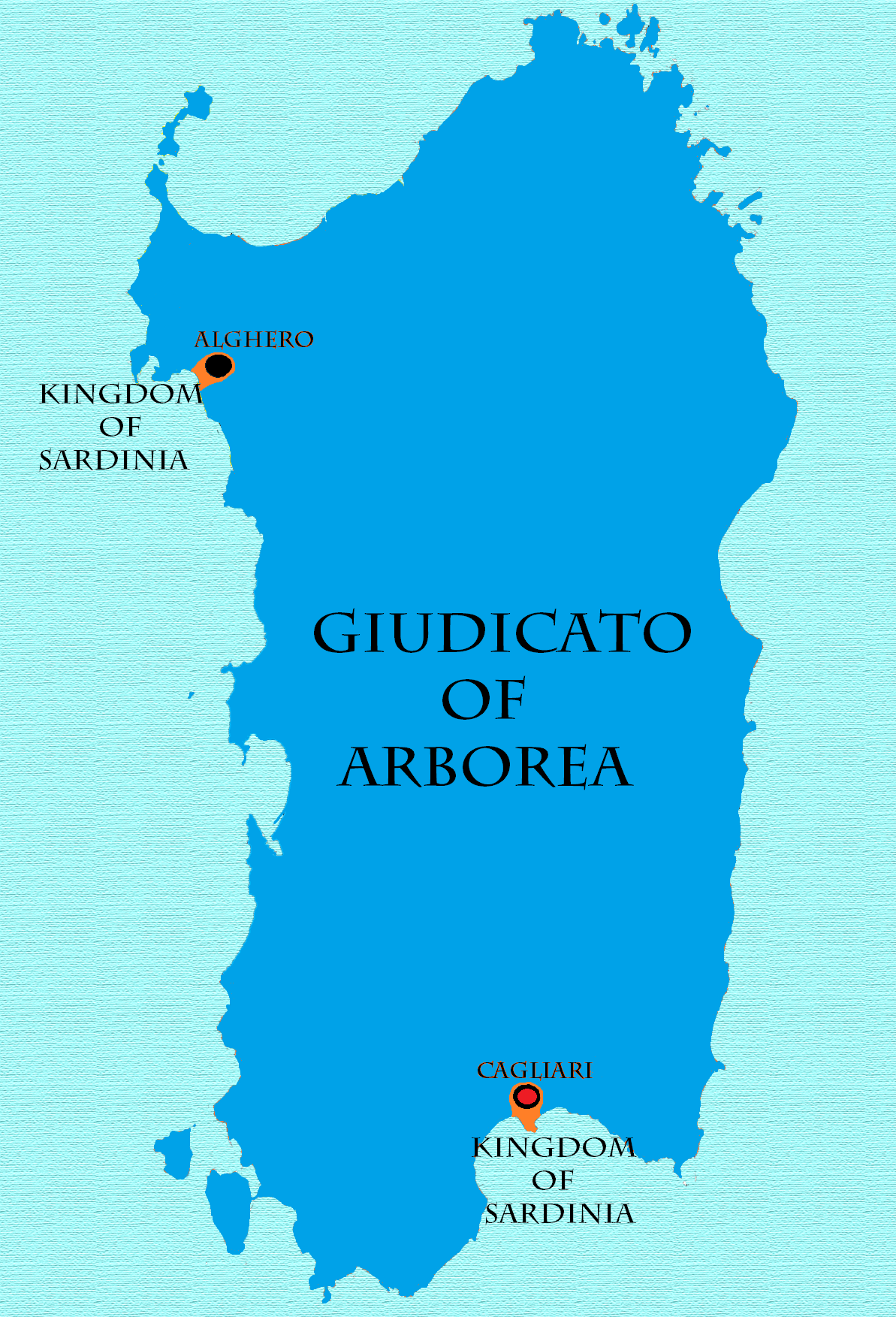
Judikat Arborea 1374–1388 und 1392–1409
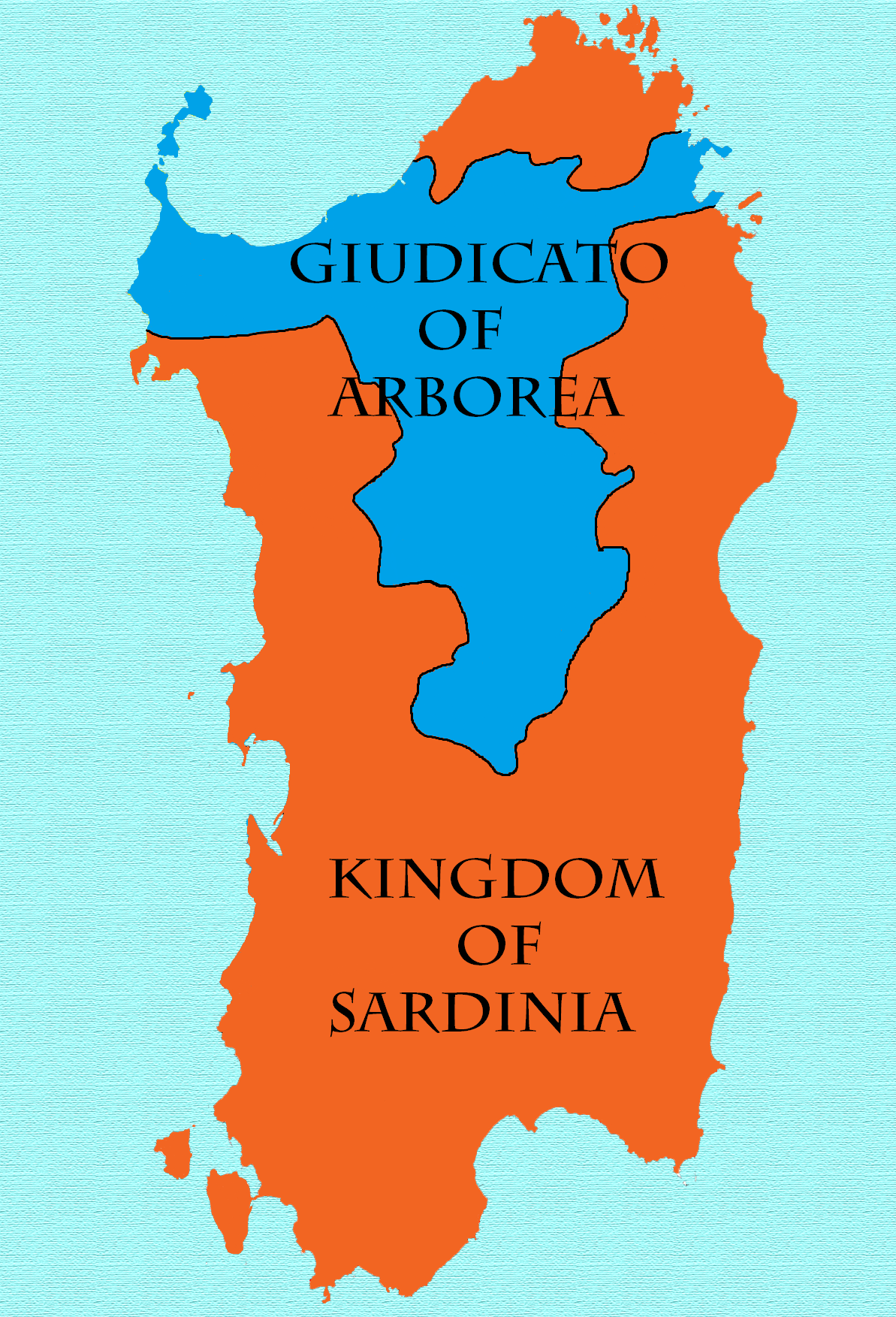
Judikat Arborea 1410–1420